# Yvonne Rainer
Yvonne Rainer (San Francisco, 24 novembre 1934) è un'artista e coreografa statunitense.

## Biografia
Cresciuta nell'ambiente radicale, artistico e politico di San Francisco per via delle idee anarchiche di suo padre, Rainer studiò dapprima recitazione al Theater Arts Colony della sua città natale, poi all'Herbert Berghof Studio di New York. Nel 1959 intraprese gli studi di danza moderna alla Martha Graham School, proseguendoli poi con Anna Halprin e Merce Cunningham. Assieme a Steven Paxton fondò il Judson Dance Theater nel 1962 e iniziò a includere brevi filmati nelle sue performance di danza. A partire dal 1975 si concentrò prevalentemente nella creazione di filmati, affermandosi presto come una delle principali artiste dell'avanguardia newyorkese.
Tra gli anni'60 e '70 fu una dei coreografi più prolifici e polemici, amante dello stile eclettico, teatrale e surrealistico. Le sue coreografie erano caratterizzate dalla giustapposizione di elementi concettualmente distanti tra loro, come passi di danza e movimenti veloci accostati a gesti ordinari, nonché dall'uso dei suoni, che potevano comprendere rumori o parlato.
Nel 1964 mostrò una svolta minimalista con Room Service, in collaborazione con lo scultore Charles Ross, basata su una struttura che esegue gli ordini priva di qualità espressive. L'opera preannunciò il suo manifesto pubblicato l'anno seguente che recitava "No allo spettacolo, no al virtuosismo, no alle trasformazioni, alla magia e alla finzione, no al glamour e alla trascendenza dell'immagine della star...". In questa direzione si dirigevano le performance Trio A (1966) e The Mind Is a Muscle (1966).
Interessata alle emozioni umane e alle strutture narrative, Rainer passò gradualmente alla produzione di filmati ispirata da Andy Warhol, Jean-Luc Godard e Michael Snow. Nei suoi film sperimentali, come ad esempio Lives of Performers (1972), Rainer si distacca dai metodi tradizionali hollywoodiani, ad esempio facendo recitare più parti agli stessi attori, mescolando finzione e realtà, rivolgendosi lei stessa alla telecamera oppure facendo perdere la giusta corrispondenza tra suoni e immagini.
Il suo interesse per la politica maturato negli anni '70 è evidente nell'opera WAR e nella sua partecipazione alla mostra collettiva di protesta tenuta al Judson Flag Show. Dopo un viaggio di studi in India nel 1971 si interessò maggiormente alla narrativa, tenendo performance come Grand Union Dreams (1971) e Inner Appearances (1972). In Film About a Woman Who … (1974) critica la società patriarcale esaminando le dinamiche sessuali e dell'alienazione, mentre in The Man Who Envied Women (1985) rende la figura femminile invisibile ma udibile e disgiunge l'identità del protagonista maschile facendolo interpretare da due attori. Il film Privilege (1990) si concentra sul tema della menopausa e sulle disuguaglianze economiche razziali, mentre in Murder and Murder (1996) appare lei stessa in una storia d'amore omosessuale che tratta anche il tema del cancro al seno. Altri suoi filmati includono Kristina Talking Pictures (1976) e Journeys from Berlin/1971 (1980).